# Elisabeth-Vorstadt
Elisabeth-Vorstadt (früher Froschheim, gelegentlich auch Plainviertel genannt) ist ein Stadtteil der Statutarstadt Salzburg. Er liegt zwischen der Salzach und dem Salzburger Hauptbahnhof und ist teils urban, teils von Wohnvillen geprägt.

## Geographie
Die Elisabeth-Vorstadt liegt im Norden der Altstadt von Salzburg zwischen der Neustadt und dem historischen Dorf Itzling.
Sie wird im Westen von der Salzach, im Norden von der Erzherzog-Eugen- und der August-Gruber-Straße, und im Osten von den Gleisanlagen des Hauptbahnhofs begrenzt. Die südliche Begrenzung bildet die Eisenbahnbrücke über die Salzach.
Der Stadtteil mit seinen 72,6 ha bildet – in etwas von der heutigen Stadtgliederung abweichenden Grenzen – einen statistischen Zählbezirk der Stadt (44). In der Elisabeth-Vorstadt leben etwa 7.500 Bewohner, der Stadtteil besitzt etwa die 500 Gebäude.
Die Elisabeth-Vorstadt wird in der heutigen Stadtgliederung Salzburgs in zwei Siedlungsgebiete gegliedert:
- Froschheim (im engeren Sinne) zwischen Salzach und Plainstraße
- Elisabeth-Vorstadt (im engeren Sinne) zwischen Plainstraße und Bahnanlagen

Unabhängig davon werden die Häuserblocks nächst dem Hauptbahnhof Bahnhofsviertel genannt, die Ortslagen ganz im Süden, an der Grenze zur Neustadt, Kiesel (nach dem Kieselgebäude) und Gebirgsjägerplatz.
Froschheim ist eher durch lockere Villenanlagen und viel Grün geprägt, die eigentliche Elisabeth-Vorstadt und die stadtnahem Lagen haben mit Wohnblocks, Hochhäusern und Bahnhofinfrastruktur hochgradig urbanen Charakter.

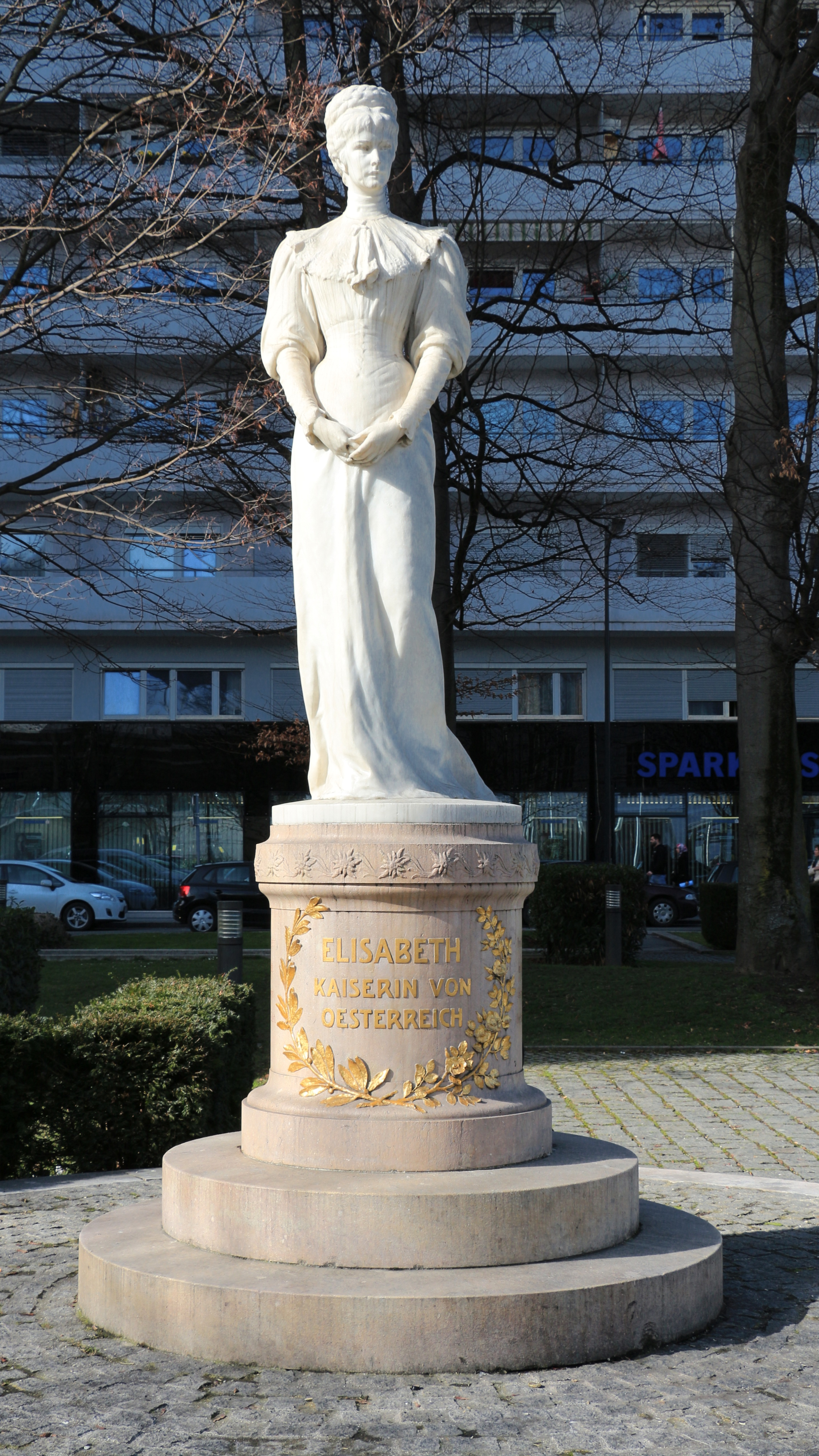
Statue der Kaiserin Elisabeth, Namenspatronin (neben dem Hotel Europa)

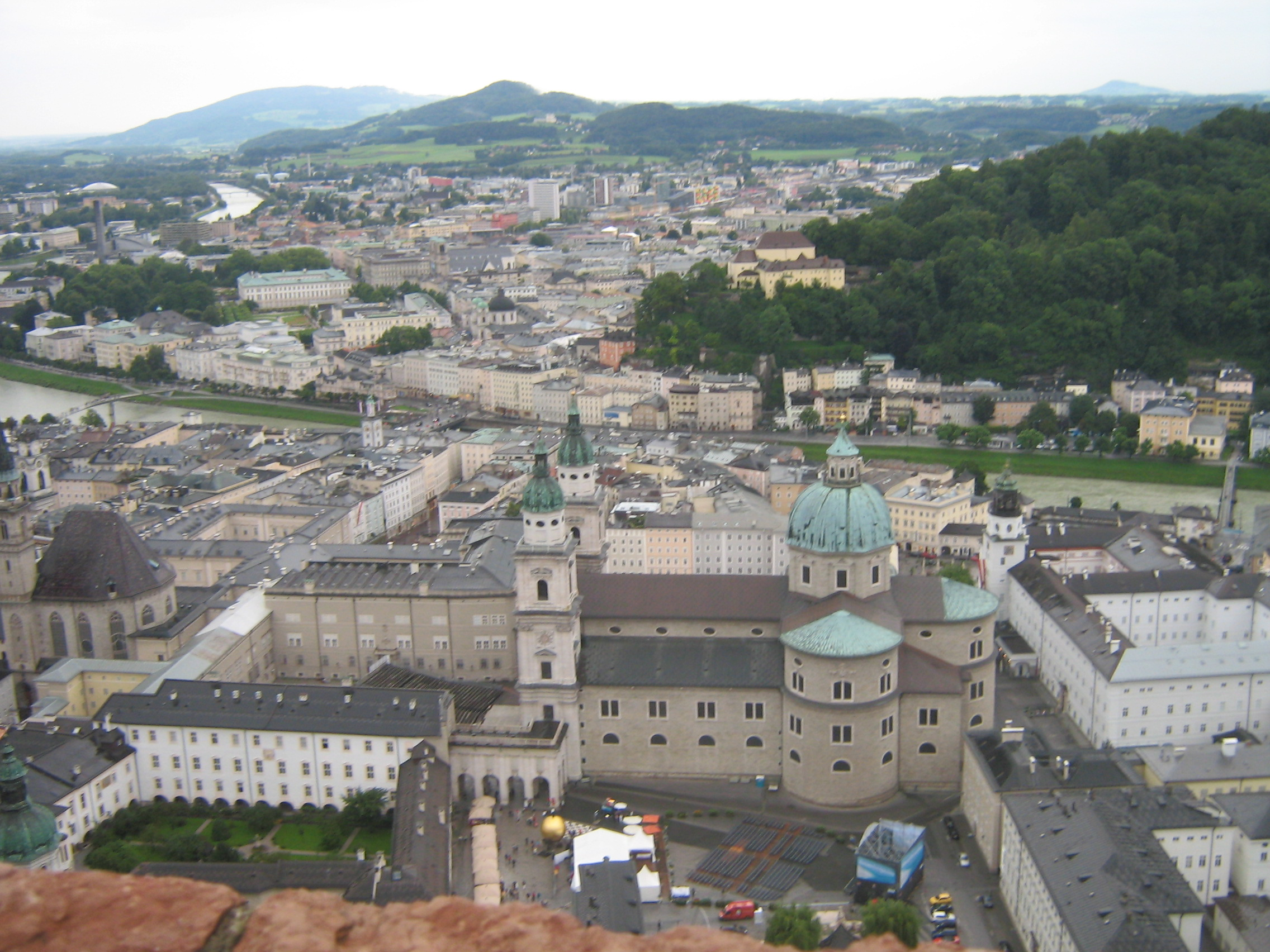
Blick über Dombezirk, Neustadt, Elisabeth-Vorstadt, Itzling gegen Plainberg
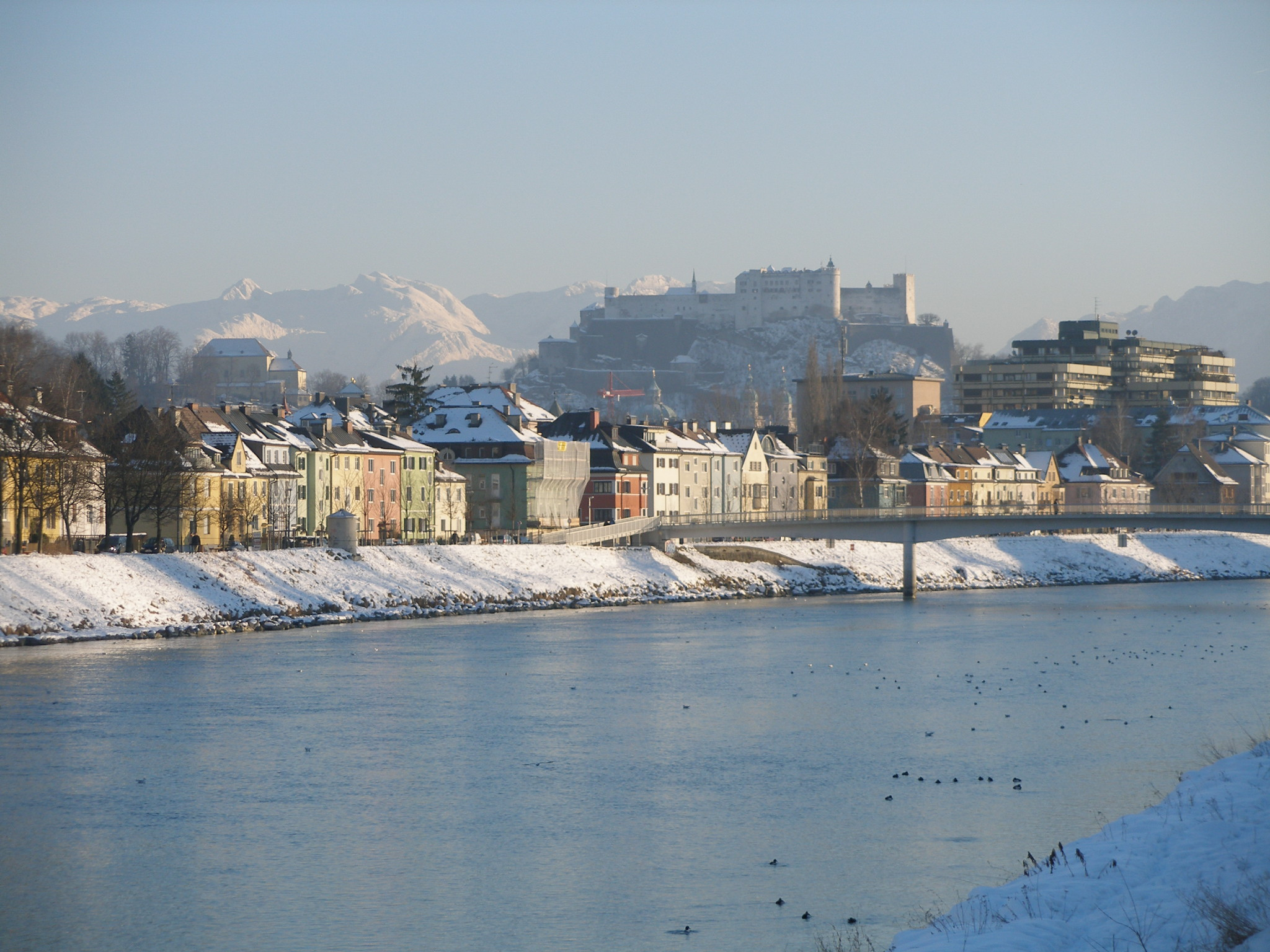
Winterliches Salzachufer in Froschheim, von Lehen gesehen

Nachbarstadtteile und -ortslagen
|                | Itzling (Stt.) Austraßensiedlung (Stt. Itzling) | Itzling Mitte (Stt. Itzling)                   |
| Lehen (Stt.)   | Kompassrose, die auf Nachbargemeinden zeigt     | Schallmoos (Stt.) Schallmoos West (Stt. Gnigl) |
| Mülln * (Stt.) | Neustadt (Stt.)                                 |                                                |

* In einem Eckpunkt: Inneres Mülln

## Geschichte und Bauten

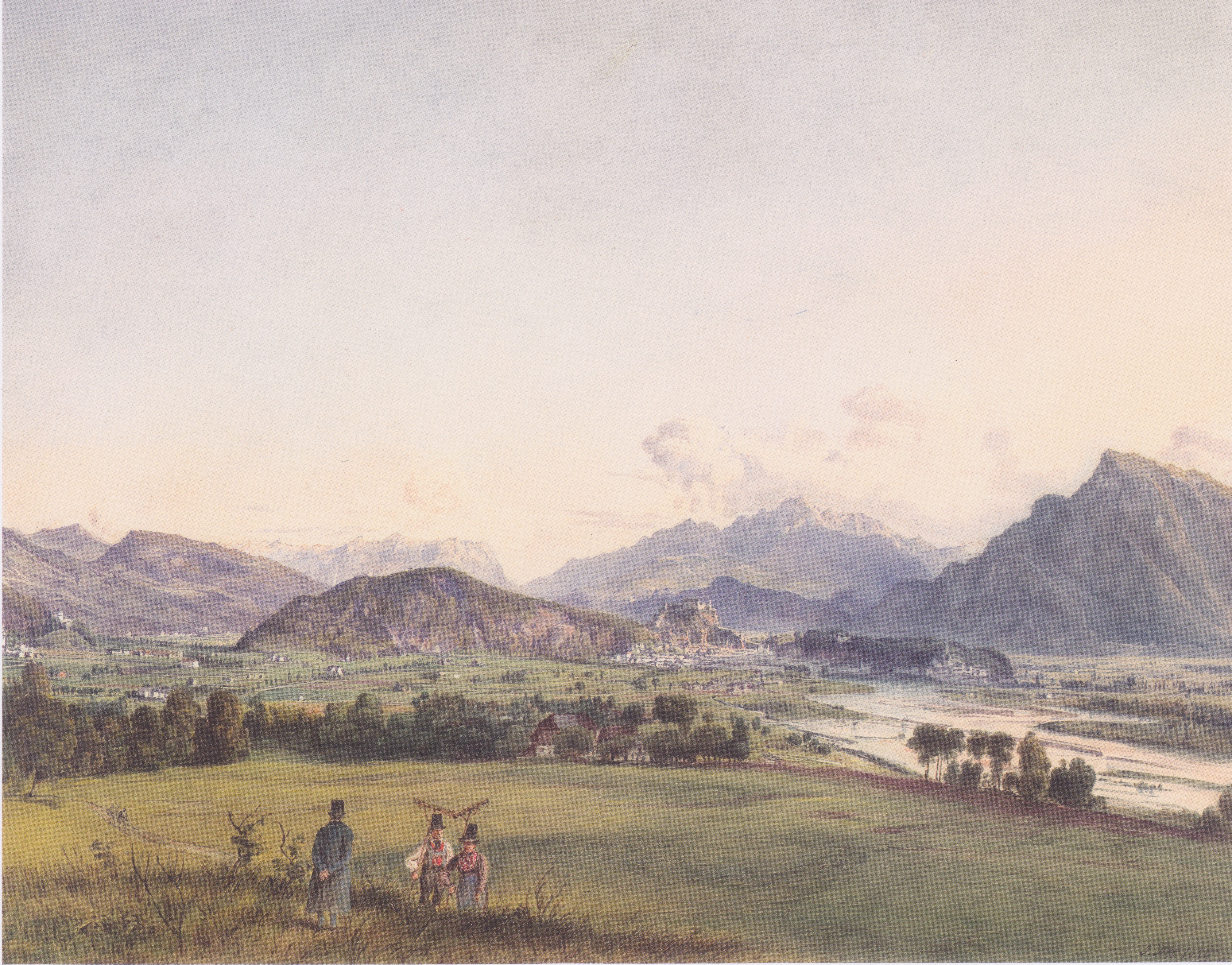
Jakob Alt: Blick auf Salzburg, 1844 (von Maria Plain): Erkennbar die Froschheimer Häuser an der unregulierten Salzach

Der alte Stadtteil Froschheim entstand bald nach der Salzachregulierung und dem Beginn der Schleifung der Lodronschen Stadtbefestigung im Jahr 1861. Der Name des heute städtischen Siedlungsraumes, der durch die häufigen Überschwemmungen und die einst zahlreichen Frösche verständlich wird, wurde früher auch Froschham genannt. Er umfasste eine Gruppe kleiner Bauernweiler mit Dreyergut, Patzengut, Dagghofergut und Helmreichgut.
Der Name Froschheim scheint als „Froscham“ schon auf dem ältesten Vermessungsplan der Stadt und seiner Umgebung 1789 (A.F.H. Naumann, Mappa der hochfürstl. Residenz Stadt Salzburg … und umherliegenden Burgfried) auf. Schon 1109 scheint ein Pilgrimus von Froschheim urkundlich erwähnt. Der dortige schmale Gehölzsaum an der Salzach hieß früher Caspisau, die Felder Caspisfelder, benannt nach dem Caspisschlössl der Herren von Caspis, das im Jahr 1685 errichtet, später auch Schloss Schöneck und danach Villa Haimerle genannt wurde und heute als Pfarrhof und Kindergarten genutzt wird.
An der Ecke Plainstraße und Bayrisch-Platzl-Straße befindet sich das auf das 16. Jahrhundert zurückgehende Bayrische Platzl, eine angebliche Freistätte von Gesandten der Bayernherzöge, an dem Bayern die Auslieferung von Missetätern fordern konnte.

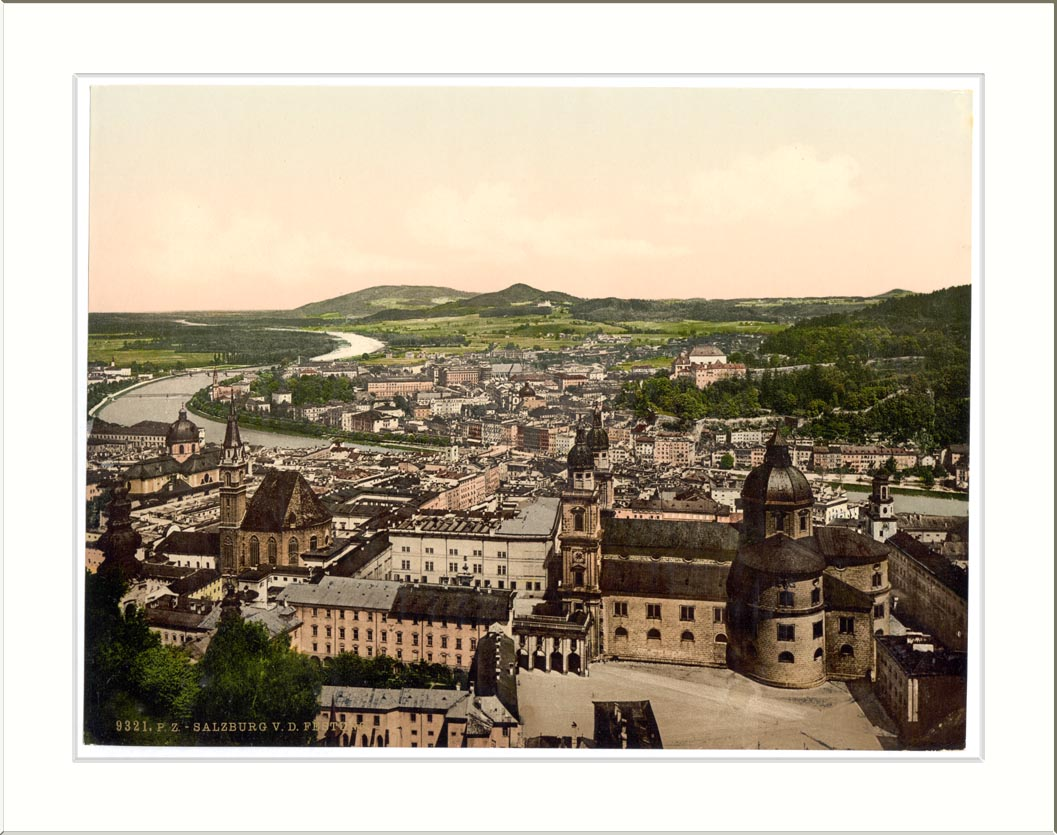
Blick wie eingangs, um die Jahrhundertwende

Die Straße außerhalb der heutigen Westbahn nach Bergheim und Maria Plain, die heutige Elisabethstraße, hieß bis 1897 Froschheimer Hauptstraße. Auf dieser führt schon seit 1705 ein alter Wallfahrtsweg, gekennzeichnet durch die Geheimnissäulen auf dem Weg zur dortigen Wallfahrtsbasilika. Das Salzachufer mit dem alten Treppelweg erstreckte sich vor der Regulierung der Jahre nach 1860 etwa dort, wo heute die Bergheimer Straße verläuft. Die heutige Plainstraße stammt aus der Zeit um 1900.
Am Hauptbahnhof endet die Westbahn, die nach Westen weiterführende Bahnstrecke führt über Salzburg-Taxham nach Bayern (Bahnstrecke Rosenheim–Salzburg).
Nächst der Salzach entstand nördlich der Bahnlinie, wo heute der Gebirgsjägerplatz mit seinen umgebenden Bauten steht, nach 1860 der Salzburger Schlachthof. Als erste Straße zur Salzach hin wurde zwischen 1880 und 1900 zuerst die Stauffenstraße, eine Straße mit Blick gegen den seit 1816 zu Bayern gehörenden Hohenstaufen, mit ersten Villen bebaut. Weiter nördlich war direkt an der regulierten Salzach der erste Standort der Trabrennbahn, die später mehrfach übersiedelte. Als 1902 die Ludwig-Victor-Brücke an der Stelle der heutigen Lehener Brücke erbaut wurde, erlebte dieser Siedlungskern einen weiteren Aufschwung. Seit 1977 gibt es mit dem Pioniersteg einen zweiten Übergang von Froschheim nach Lehen.

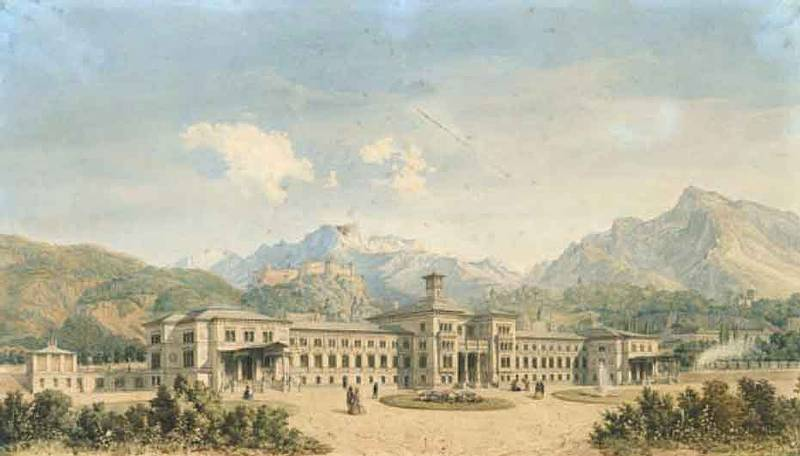
Der Hauptbahnhof, ca. 1870

Nach der Errichtung der Bahnanlagen und des Hauptbahnhofes wurde der Name Froschheimer Hauptstraße im Jahr 1901 in Bürgerfeldstraße und zu Ehren von Kaiserin Elisabeth von Österreich-Ungarn (Sissi) 1904 in Elisabethstraße umbenannt. Initiatoren dieser Umbenennung waren Bürgermeister Franz Berger und der Großgrundbesitzer und Gemeinderat Sylvester Oberberger. Am 15. Juli 1901 bekam der Bahnhofsvorplatz auch sein Elisabeth-Denkmal – eine Statue, die 1918 (Zusammenbruch der österreich-ungarischen Monarchie) abgedeckt und 1924 nach Hellbrunn verbracht wurde, 2002 aber an ihren angestammten Platz zurückkehrte. Der Stadtteil wurde kurze Zeit nach dem Ersten Weltkrieg (offensichtlich als Zeichen der Loslösung von monarchischen Vorbildern) wieder in Froschheim umbenannt. Die Bezeichnung wird aber heute allgemein nur für den salzachnahen kleinstrukturierten Siedlungsraum verwendet.
In den letzten Jahren der Monarchie gehörte dieser Raum zu den wichtigen Stadterweiterungsgebieten von Salzburg. Sylvester Oberberger entwickelte auf seinen Gründen das Konzept einer Villenvorstadt. Gleichzeitig setzte er sich seit 1898 für die Umbenennung von Froschheim in Elisabeth-Vorstadt ein. Das neben dem Bahnhof wichtigste Bauwerk des Stadtteiles war lange das Hôtel de l’Europe mit seinen weitläufigen Parkanlagen. Nach dem Ersten Weltkrieg wurde die Erschließung und Bebauung von der Stadt vorangetrieben und es entstand die westlich der Haunspergstraße heute noch bestehende Bebauung mit Mehr- und Einfamilienhäusern, teilweise in ausgeprägt zeittypischer Bauweise und von Schülern bekannter Architekten wie Peter Behrens. Diese Zone des Stadtteils steht inzwischen unter Ensembleschutz, für einige Gebäude bestehen Erhaltungsgebote.

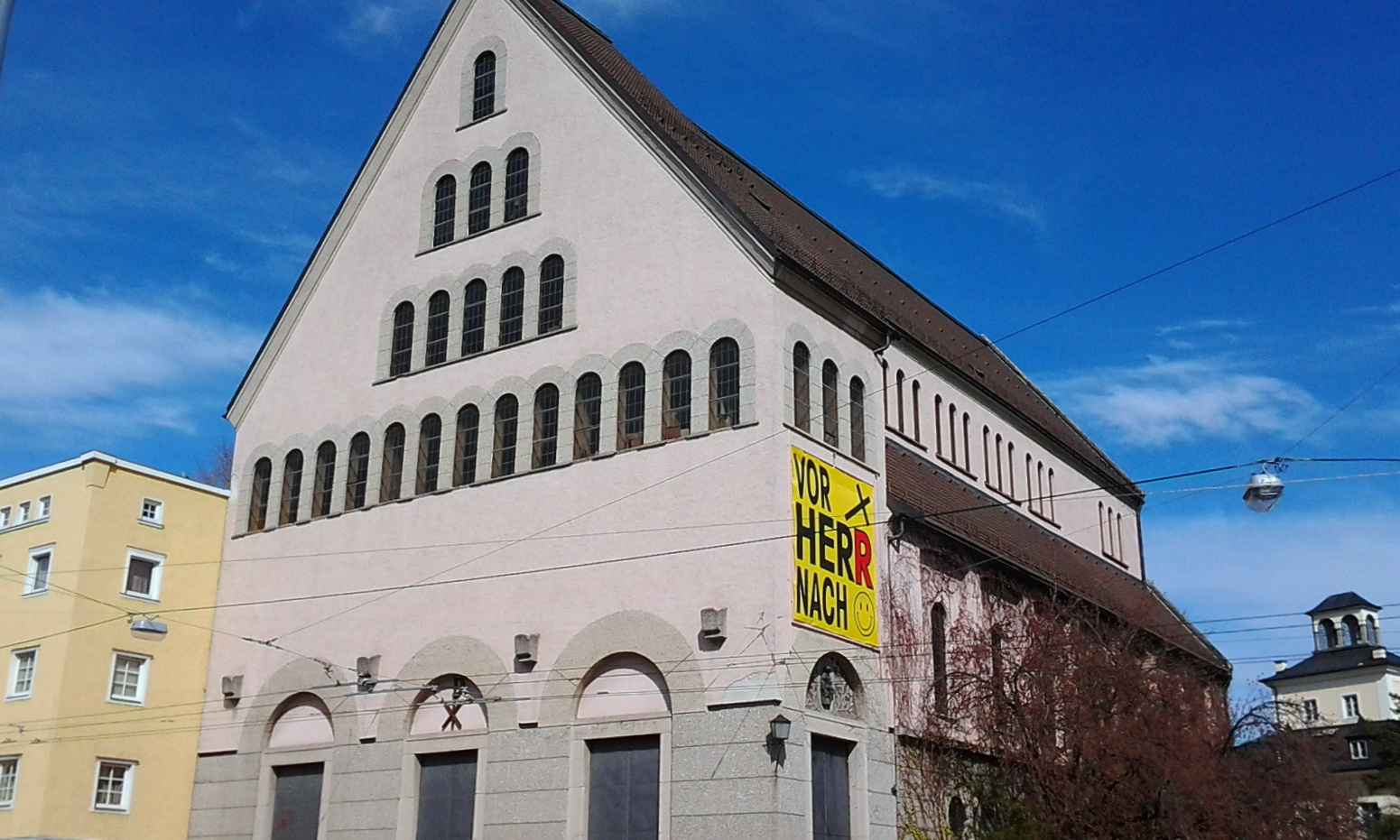
Elisabethkirche

Die heutige Pfarrkirche Salzburg-St. Elisabeth (Europäische Friedenskirche) bestand als kleinere Filialkirche Froschheim von St. Andrä ab 1931 und wurde von Kalasantiner-Patres, ab 1934 von Jesuiten-Patres betreut. 1938 wurde St. Elisabeth eine eigene Pfarre.
Nächstgelegen der Kirche St. Elisabeth sind heute eine Volks- und Hauptschule untergebracht. Die Hauptschule wurde 1930–1931 erbaut und 1944 durch Bomben schwer beschädigt.
Das Kieselgebäude, heute Einkaufszentrum und darüber von großen Büroräumen genutzt war ursprünglich ein Druck- und Verlagshaus (Berglandbuch, Tageszeitung Salzburger Volksblatt) und wurde 1926 nach den Plänen von Wunibald Deininger errichtet. Der Umbau 1987–1989 erfolgte durch Wilhelm Holzbauer, wobei die denkmalgeschützte markante Vorderfront des Gebäudes erhalten blieb. Es steht unter Denkmalschutz.
Im Zweiten Weltkrieg wurde der Stadtteil von den Bombenangriffen auf den Hauptbahnhof mehrfach schwer getroffen.
Auch die schon vor dem Krieg begonnene neue Kirche wurde schwer beschädigt. 1953–1955 wurde sie dann nach Plänen von Bruno Maria Apollonj Ghetti neu errichtet. Der große kellerartige Raum der Vorkirche war als Unterkirche geplant, diente später aber für einige Jahrzehnte der Elisabethbühne als vielbesuchter Veranstaltungsort. Ein geplanter Kirchturm wurde aus Kostengründen nicht verwirklicht. 1972 erfolgte der Bau der Pestalozzi-Volksschule.

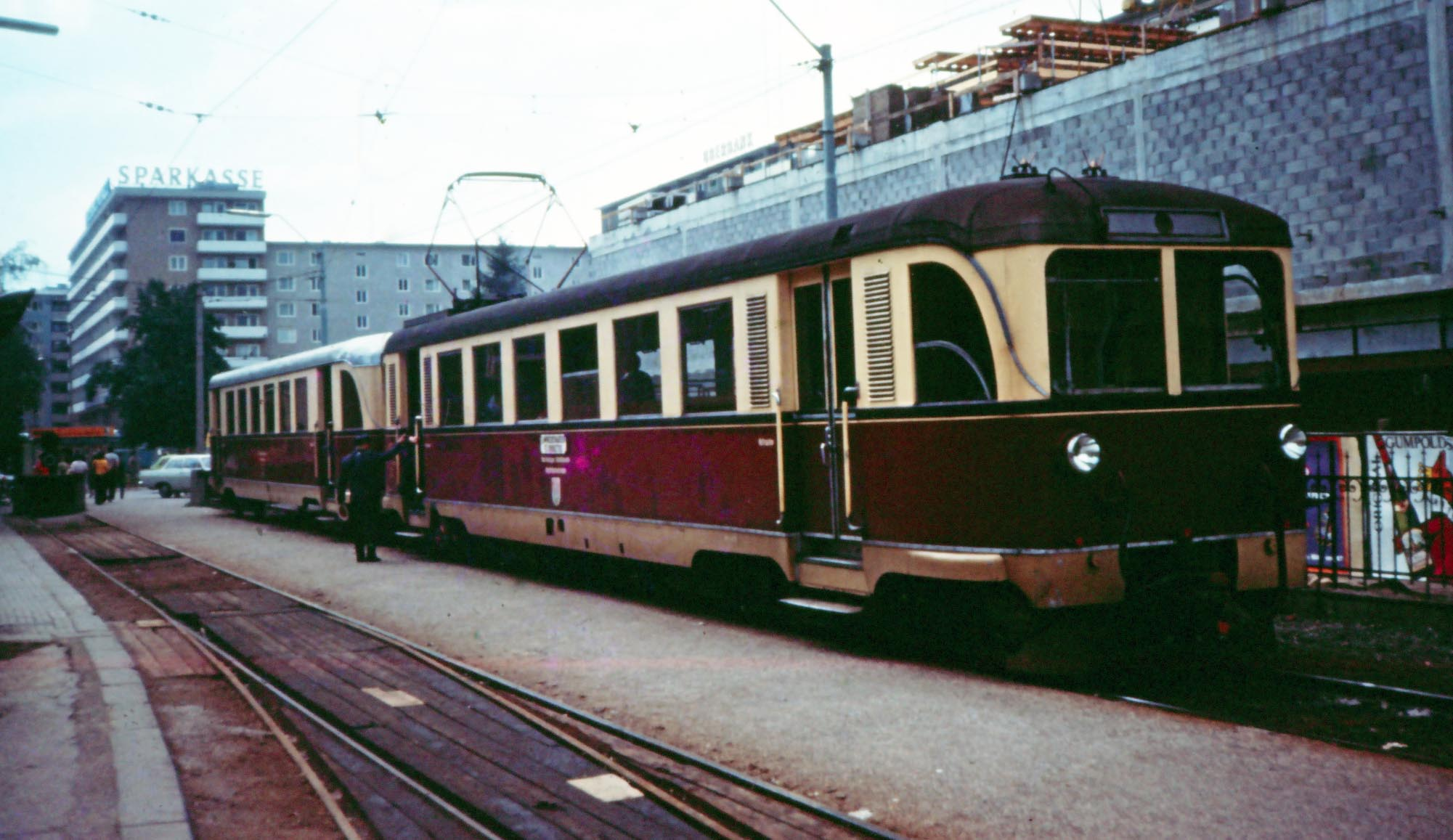
Sparkassengebäude neben dem Hotel Europa, mit alter SLB-Garnitur, ca. 1974

Durch die teilweise Zerstörung des Hôtel de l’Europe durch Fliegerbomben und die nachfolgende Abtragung des Gebäudes wurde auch Platz frei für die dichte Bebauung östlich der Elisabethstraße, insbesondere die Wohnanlagen für Postbedienstete rund um den Südtiroler Platz. 1953 wurde das nunmehrige Hotel Europa errichtet, mit 15 Stockwerken das erste und lange Zeit höchste Hochhaus Salzburgs. Es wurde bei einem Umbau in den ersten Jahren nach 2000 leicht verändert. In den 1970er Jahren erfolgte eine weitere Umgestaltung des Südtiroler Platzes durch die Errichtung der ursprünglich beliebten, zeitweise aber auch umstrittenen Forum-Anlage mit den Zyla-Türmen und dem Haus der ehemaligen Bundesländer-Versicherung, heute UNIQA. Eine Adaptierung und ein weiterer Ausbau des Forums zu erweiterten Einkaufszentrum wurde 2011 abgeschlossen.
1955 wurde das Heizkraftwerk Mitte erbaut. Anfangs ein Zweckbau, wurde nach einigen Umbauten 1999–2003 neu aufgebaut. Da es sich unmittelbar an der weit einsehbaren Salzachböschung und direkt in der Pufferzone des UNESCO-Welterbes Historisches Zentrum der Stadt Salzburg befindet, wurde versucht durch eine Gestaltung mit schwarzer Kuben (Blöcke und Schlot) die Stadt-Silhouette wenig zu beeinträchtigen. Ungeachtet dessen wurde der Bau wegen seiner und auffällig dunklen Farbe und der fehlenden Kleingliedrigkeit kritisiert.

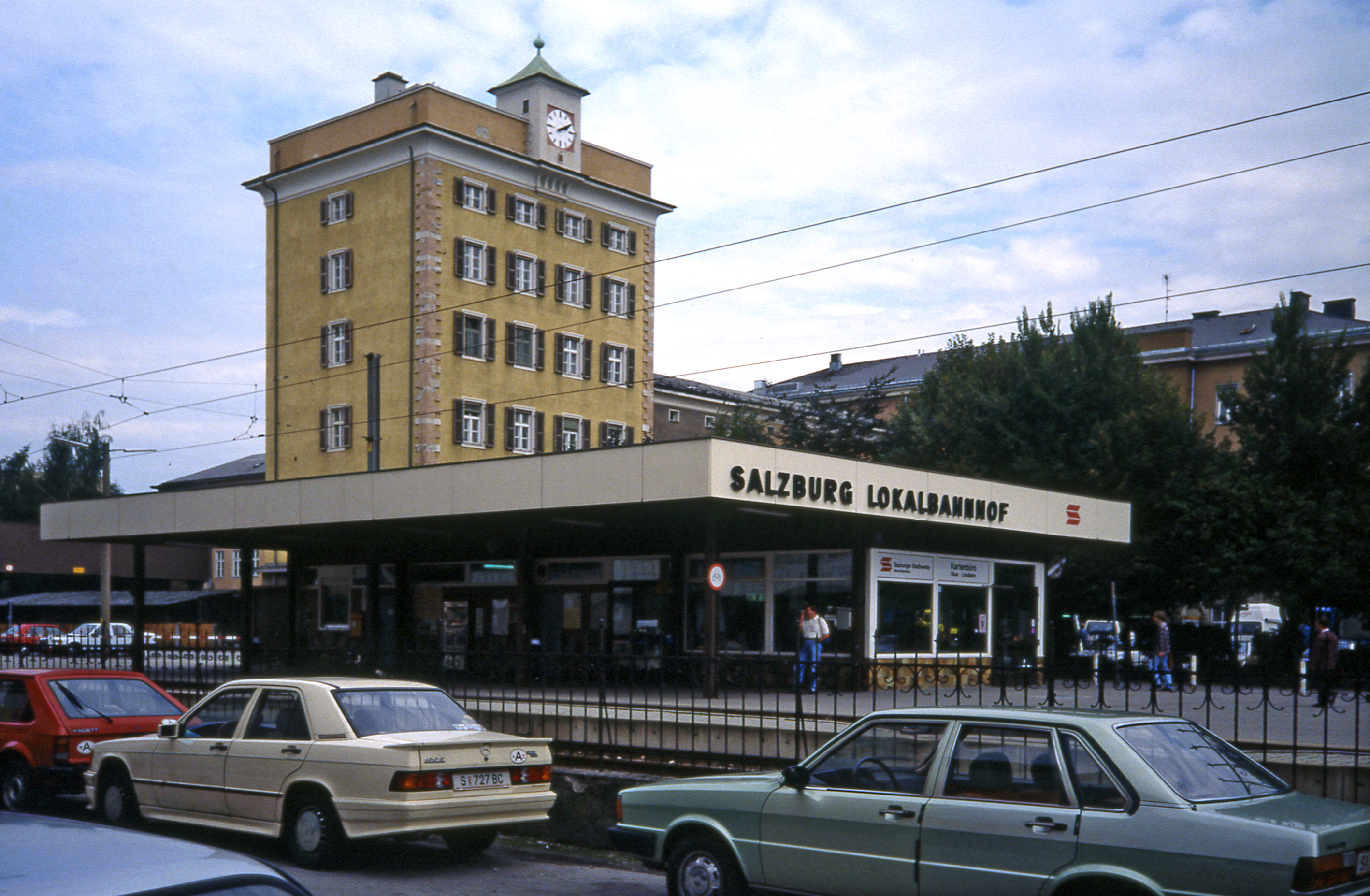
Salzburger Lokalbahnhof und Posthochaus 1992

Der Bahnhofsvorplatz, der Südtiroler Platz, wurde mehrfach umgebaut. 1988 wurde der Vorplatz als Verkehrsknoten des Bus- und O-Bus-Verkehrs völlig neu gestaltet. Seit 1996 befindet sich der Lokalbahnhof unterirdisch. Von 2010 bis 2014 wurde das Bahnhofsgebäude selbst und die Bahnanlagen den modernen Erfordernissen angepasst. Auch hier wurde auf restauratorische Aspekte des denkmalgeschützten Aufnahmegebäudes und auf mögliche Auswirkungen auf das Gebiet des Weltkulturerbes der Stadt Rücksicht genommen.

Ansichten von Froschheim
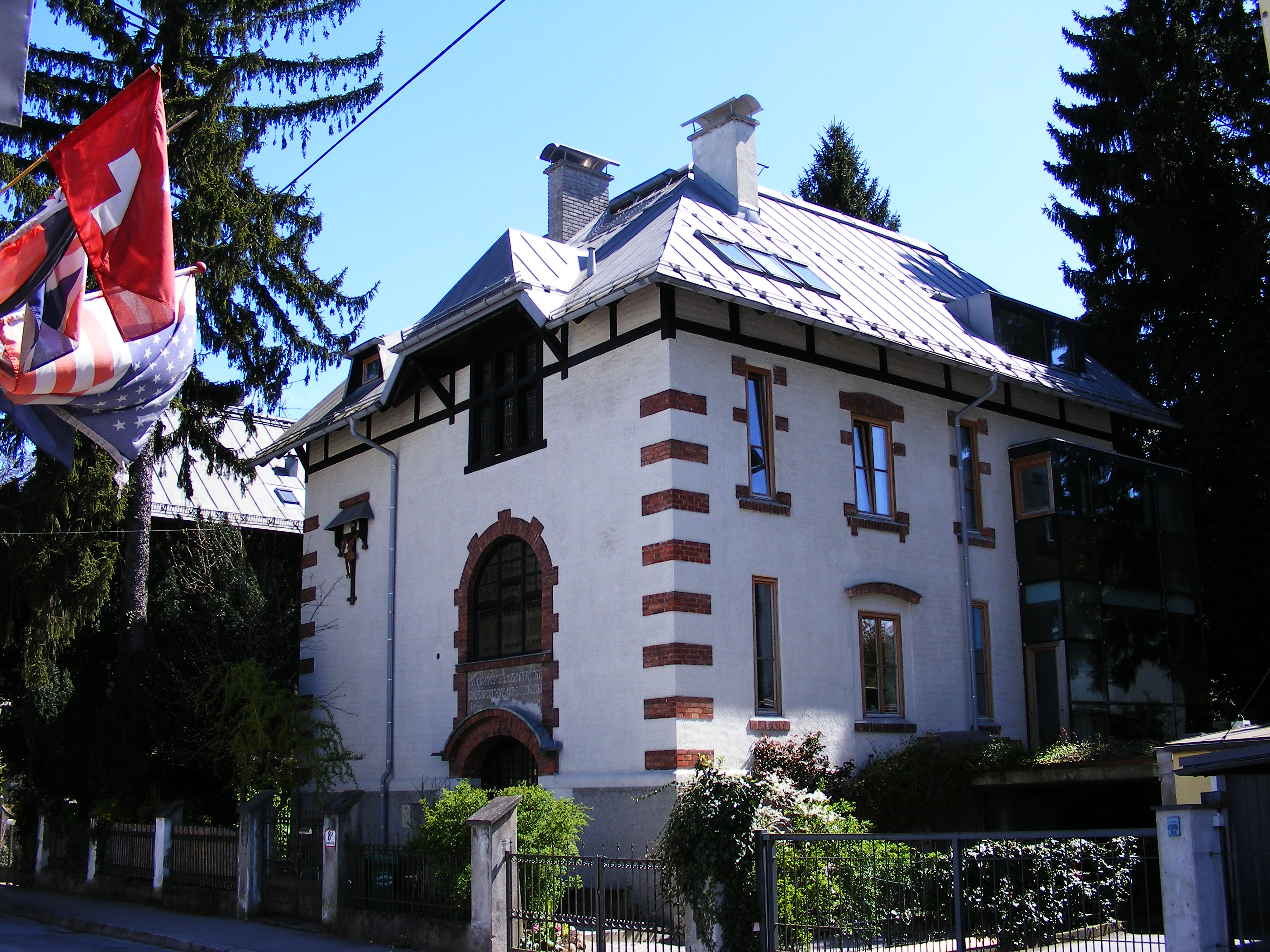
Denkmalgeschützte Villa in Froschheim
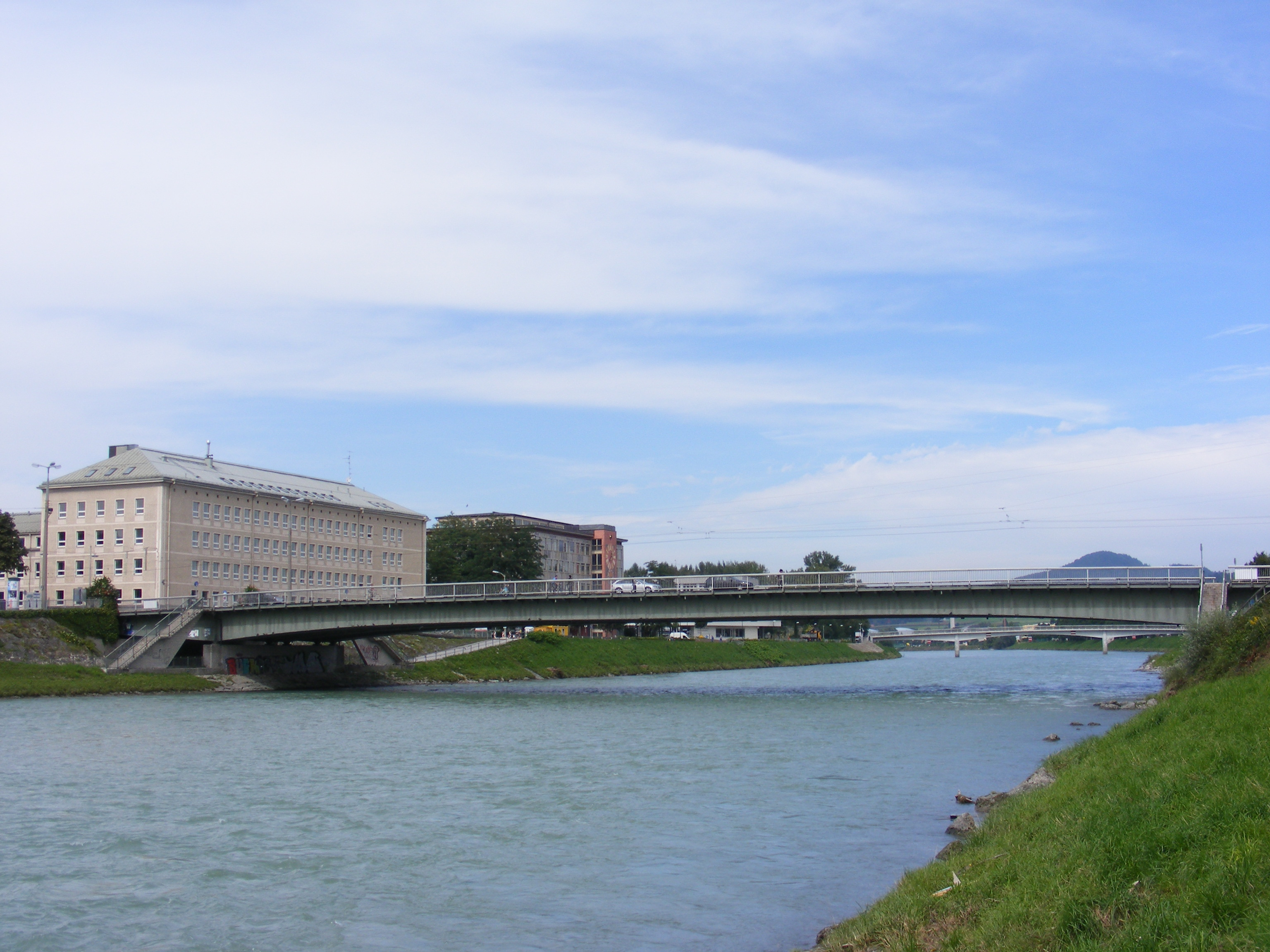
Lehener Brücke (Blick auf die Lehener Seite)
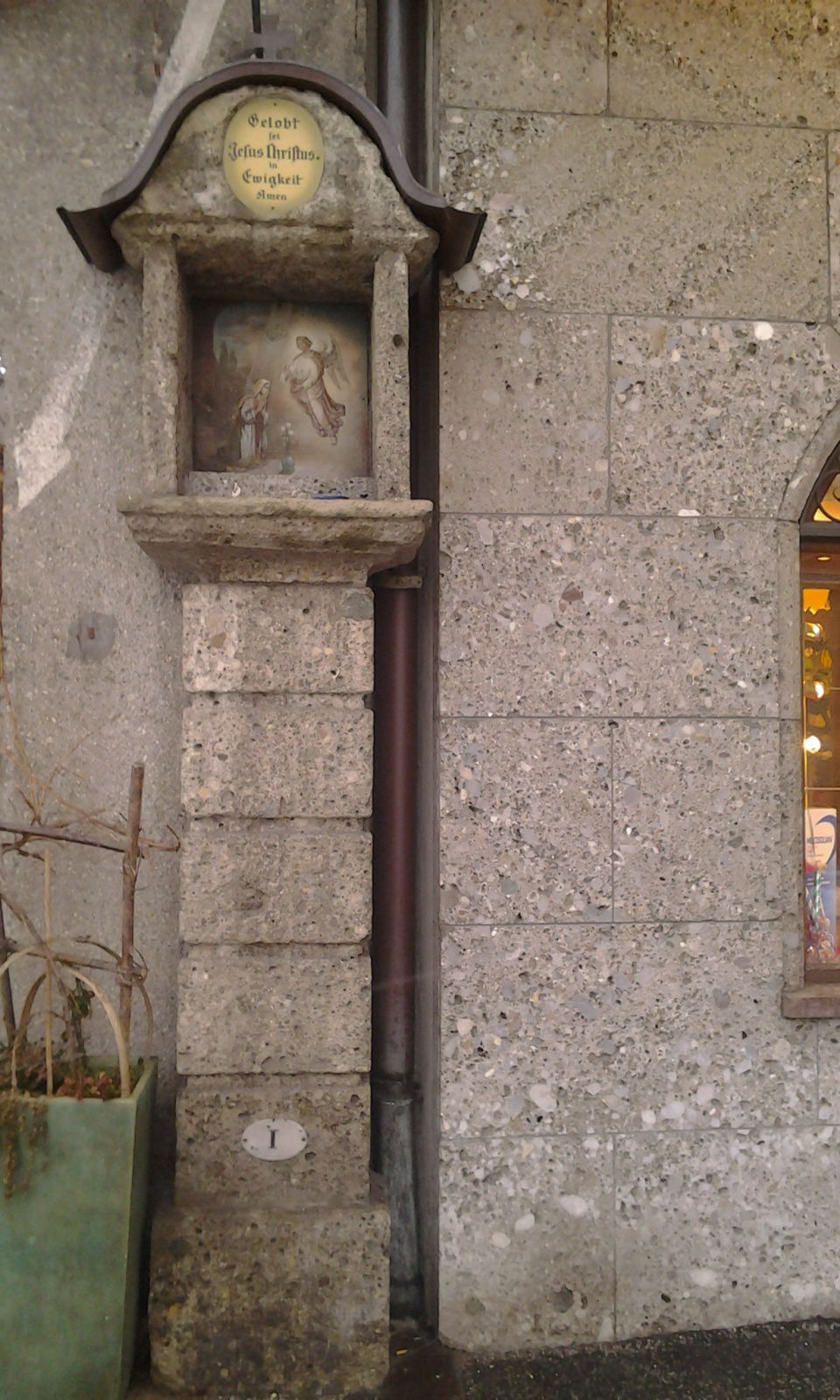
Erster Bildstock der Geheimnissäulen
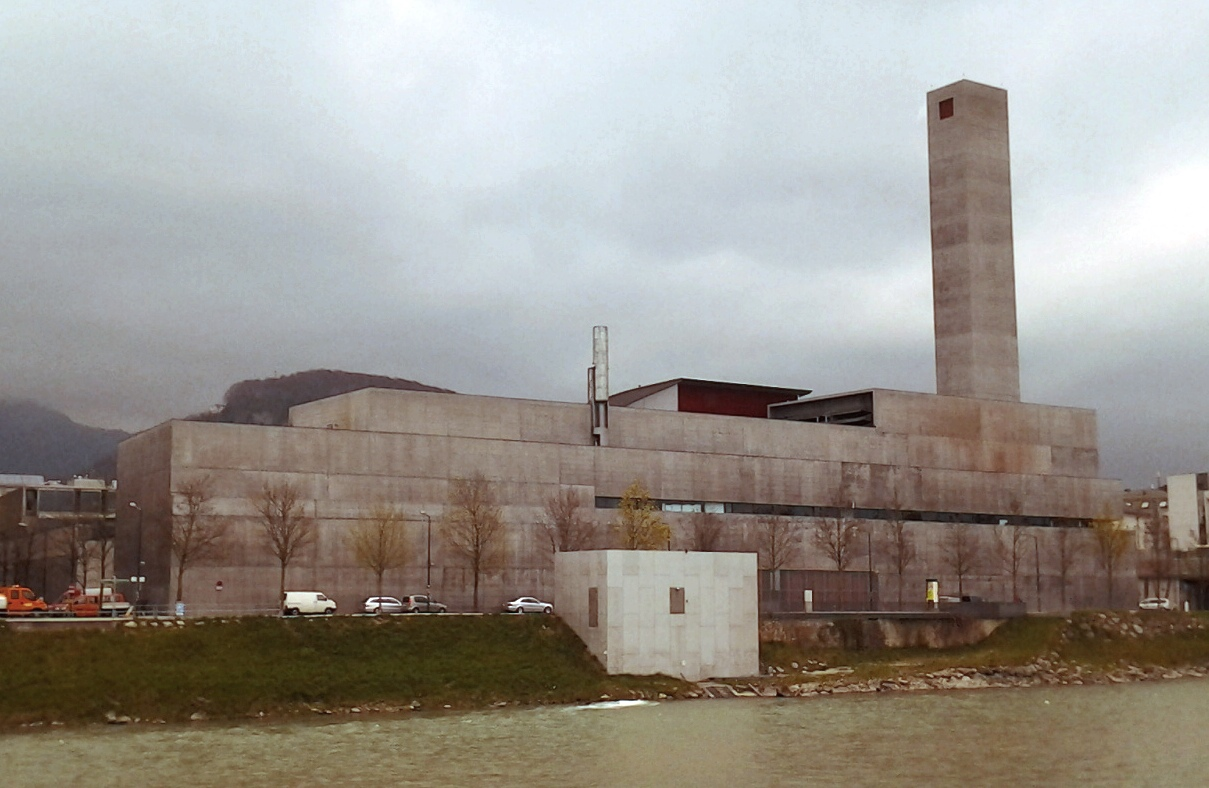
Heizkraftwerk Salzburg-Mitte

Ansichten der Elisabeth-Vorstadt
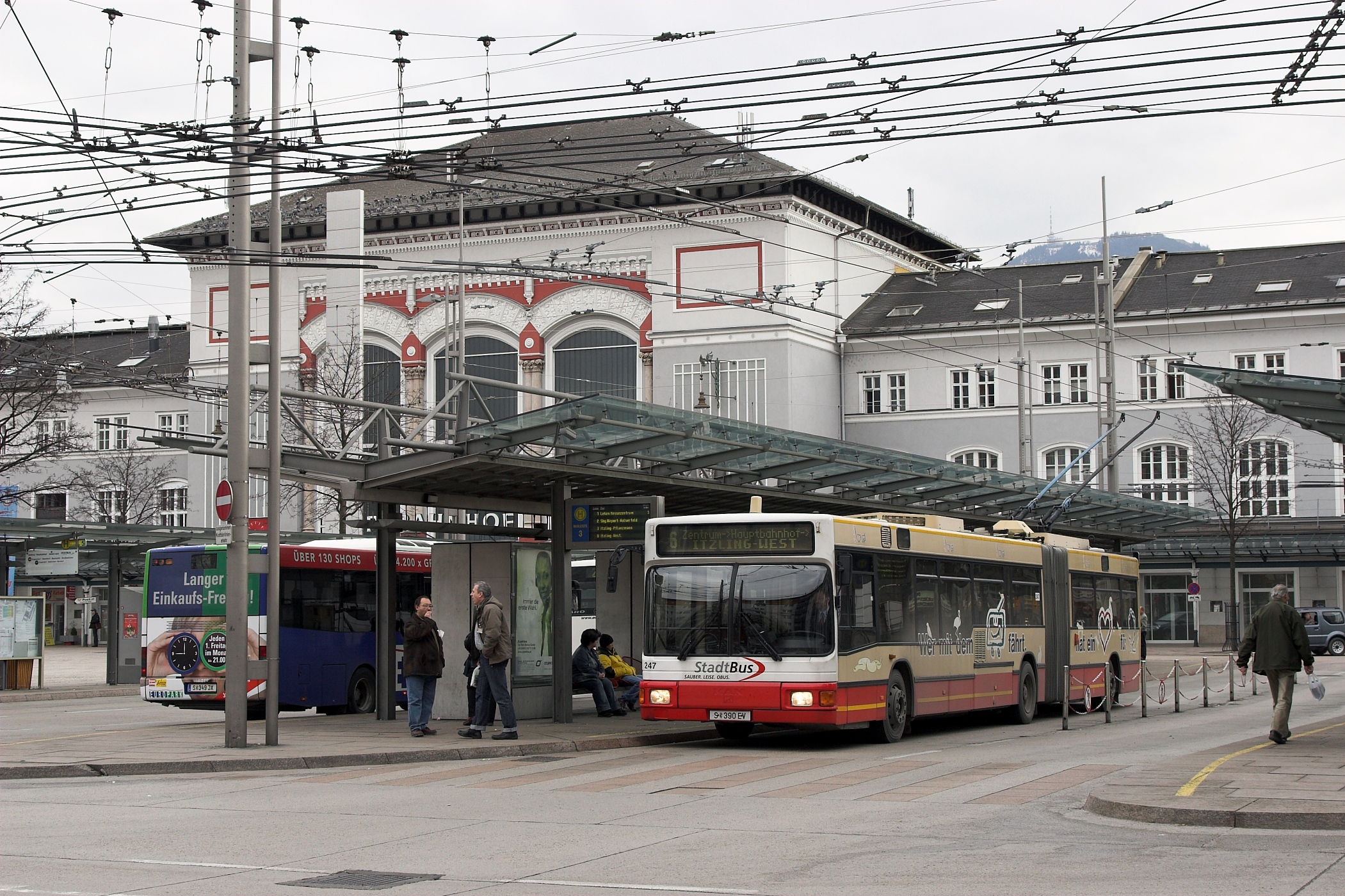
Südtirolerplatz, Knoten der O-Busse
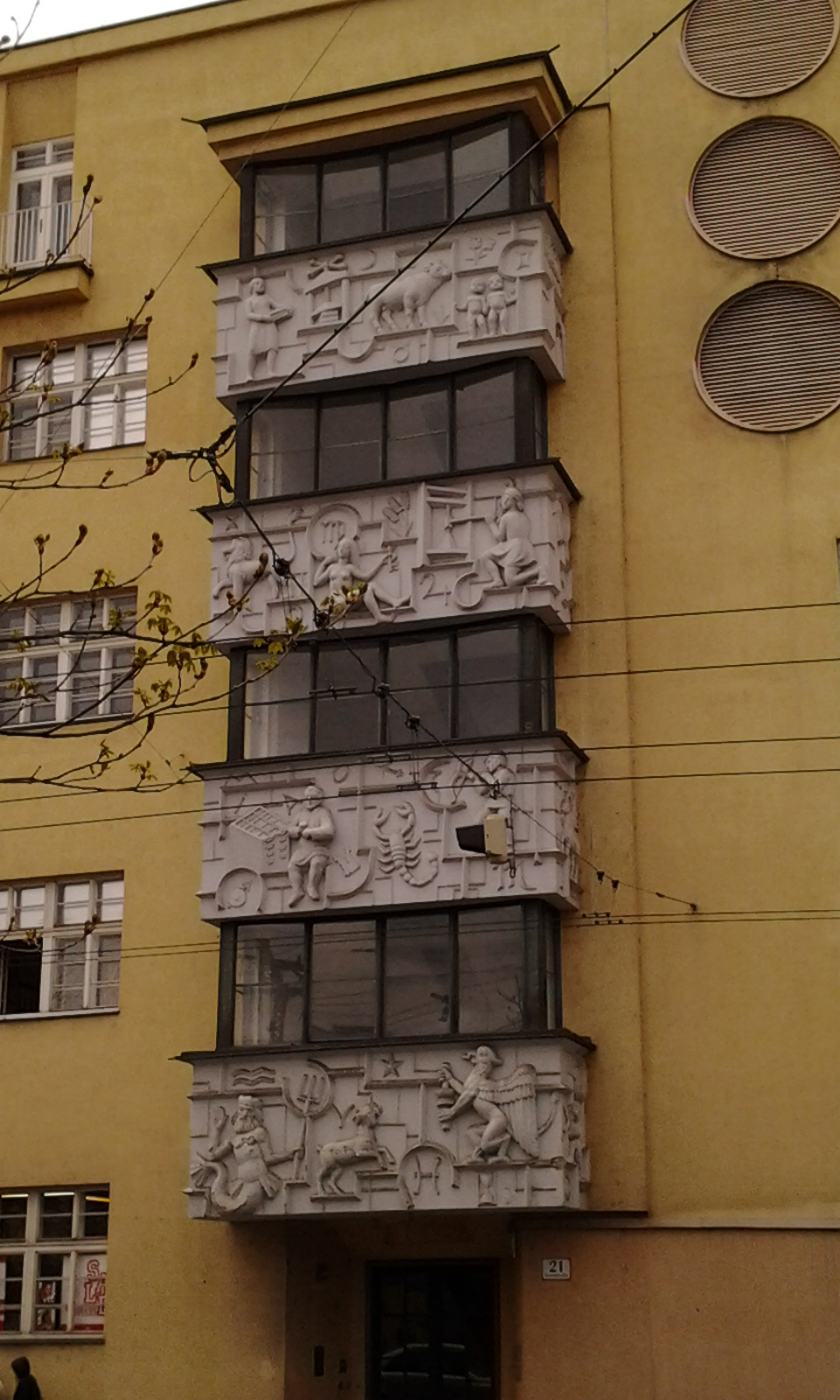
Detail des Kieselgebäudes
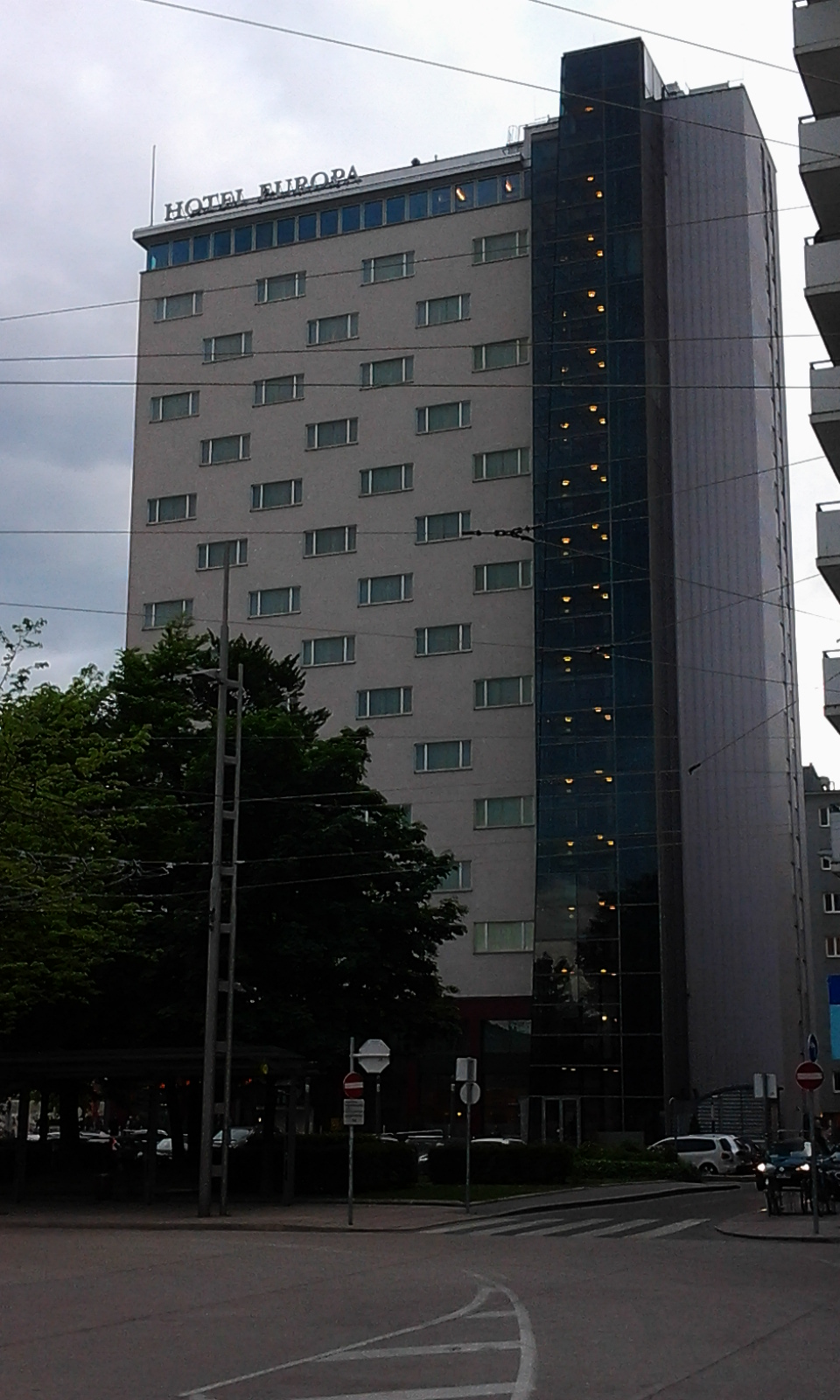
Hotel Europa

Rolle des UNESCO-Welterbes
Die Elisabeth-Vorstadt fällt mit ihrem Südteil noch in die Pufferzone des UNESCO-Welterbes Historisches Zentrum der Stadt Salzburg, die Umgrenzung verläuft entlang der Jahnstraße, das Hauptgebäude des Bahnhofs einschließend. Diese Pufferzone steht nicht direkt unter dem UNESCO-Schutz, soll aber das Erscheinungsbild der Kernzone vor Beeinträchtigungen bewahren, was für den Ensemble- und Ortsbildgedanken des Welterbekonzeptes von besonderer Wichtigkeit ist. Dominierendere Baulichkeiten brauchen auch in der Pufferzone die Zustimmung der UNESCO-Kommission. Die Kernzone beginnt ab Schloss Mirabell stadteinwärts. Die Situation, dass die Stadt von den Stadtbergen so gut einsichtig ist, macht in der Pufferzone auch bei niedrigeren Bauwerken Umsicht notwendig. Besonders der klassische Blick vom Mönchsberg über die Altstadt Richtung Maria Plain hat die Elisabeth-Vorstadt direkt im Hintergrund.
Siehe auch:
- Liste der denkmalgeschützten Objekte in Salzburg (Katastralgemeinde: Straßen A–F, G–H, I–L, M–Q, R–Z)

## Persönlichkeiten
- August Gruber (1894–1943), Fahrdienstleiter, wegen Betätigung für die Revolutionären Sozialisten Österreichs von den Nationalsozialisten hingerichtet. Nach ihm ist die Straße gleichen Namens benannt.
- Ludwig Mooser (1807–1881), Orgel- und Klavierbauer, wohnte in der Villa Haimerle
- Hans Pfitzner (1869–1949), Komponist, verbrachte die letzten Jahre seines Lebens in der Haunspergstraße Nr. 33. Er starb am 20. Mai 1949.
- Sigfried Uiberreither (1908–1984), geb. in der Jahnstr. 12, Reichsstatthalter und Reichsverteidigungskommissar, verantwortlich für zahlreiche NS-Verbrechen.

- Engelbert Weiß (1891–1944), Vertrauensmann der Eisenbahner, ebenfalls wegen Betätigung für die Revolutionären Sozialisten hingerichtet. Auch nach ihm ist eine Straße benannt.

## Nachweise
- 50101 – Salzburg. Gemeindedaten der Statistik Austria
- Elisabeth-Vorstadt. In: Salzburger Nachrichten: Salzburgwiki.

1. 1 2 3 4  Der Zählbezirk 44 Elisabeth-Vorstadt hat seine Grenze zwei Blocks stadteinwärts (südlicher) der Erzherzog-Eugen-Straße, nämlich Julius-Haagn-Straße, und dann Plainstraße nordwärts zur August-Gruber-Straße. Daher entsprechen die statistischen Zählsprengel-Angaben nicht exakt der Gliederung der Stadtteile. Die Straßenblocks umfassen etwa 70 Adressen und werden beim Zählsprengel 383 der Zählbezirks 38 Itzling-West/Hagenau erfasst.
Ein Teil dieses Gebiets gehört auch zur Katastralgemeinde Itzling (KNr. 56524), die Grenze zur KG Salzburg (56537) verläuft diagonal Ecke Josef-Mayburger-Kai/Julius-Haagn-Straße über Ecke Scheiblgasse/Plainstraße
Angaben nach Statistische Zählbezirke und Zählsprengel, stadt-salzburg.at (pdfs) und SAGIS, Layer Grenzen → Katastralgemeinden und Adressen
2. ↑  So etwa: Josef Becvar: Neugestaltung des Salzburger Bahnhofsviertels In: Der Aufbau, Wien 1956, Nr. 4, S. 169 ff
3. ↑  Franziszäischer Kataster 1817–1861 (Layer online bei SAGIS)
4. ↑  Reinhard Rudolf Heinisch, Erich Marx, Harald Waitzbauer: Bomben auf Salzburg: die „Gauhauptstadt“ im „totalen Krieg“. Ausgabe 6 von Schriftenreihe des Archivs der Stadt Salzburg, 3. Auflage, Verlag Informationszentrum der Landeshauptstadt Salzburg, 1995, ISBN 978-3-901014-39-0.
5. ↑  Hotel Europa. In: Salzburger Nachrichten: Salzburgwiki.